# John Rankin (Diplomat)

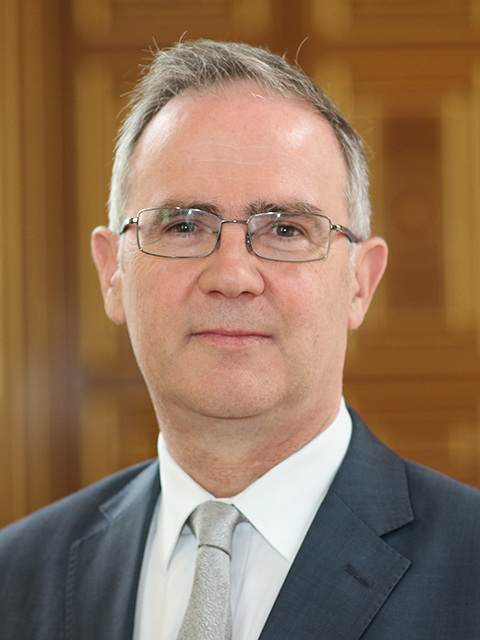
John Rankin (2016)

John James Rankin CMG (* 12. März 1957) ist ein britischer Diplomat und war vom 29. Januar 2021 bis 18. Januar 2024 Gouverneur der Britischen Jungferninseln.

## Leben

### Berufsleben
John Rankin machte seinen Abschluss in schottischem Recht an der University of Glasgow und einen Master in internationalem Recht an der McGill University im kanadischen Montreal. Danach arbeitete er als Rechtsanwalt in Schottland und unterrichtete öffentliches Recht an der University of Aberdeen. 1988 begann er seine Laufbahn beim Foreign, Commonwealth and Development Office als Rechtsberater und war in dieser Funktion bei den Vereinten Nationen und später der UN-Konferenz für Abrüstung in Genf in der Schweiz.
Weitere Stationen seiner diplomatischen Laufbahn führten ihn an die britische Botschaft in Dublin als Mitarbeiter am Friedensprozess für Nordirland und später als Her Majesty’s Consul General im US-amerikanischen Boston. Von 2011 bis 2015 war Rankin British High Commissioner to Sri Lanka (vergleichbar einem Botschafter für Länder des Commonwealth of Nations), gleichzeitig von 2011 bis 2014 British High Commissioner to Maldives und 2015 kurz britischer Botschafter in Nepal. 2016 wurde er Gouverneur von Bermuda und blieb dies bis 2020. Ab Januar 2021 war er für drei Jahre Gouverneur der Britischen Jungferninseln. Er übergab das Amt am 18. Januar 2024 an Daniel Pruce und ging in den Ruhestand.
Im Rahmen der New Year Honours von 2016 wurde er in der Stufe des Companions zum Mitglied des Order of St Michael and St George ernannt.

### Privates
Rankin war von 1987 bis 2019 verheiratet, der Ehe entstammen ein Sohn und zwei Töchter. Er spielt nach eigener Aussage Fußball, Tennis und Golf.